# Anna Maria Porter
Anna Maria Porter, född den 22 december 1778 i Durham, död den 21 september 1832, var en skotsk romanförfattare och skald. 
Hon var syster till Robert Ker och Jane Porter. 
Porter var, heter det i Nordisk familjebok, "en brådmogen, men föga djupt anlagd talang, som författade en mängd vittra arbeten".